# Joan de Balle i Ruyra
Joan de Balle i Ruyra, conegut sovint com Joan de Balle i Milans del Bosch, prenent com a segon cognom el de la primera muller del seu pare, (Arenys de Mar, 20 de maig de 1779 - Barcelona, 23 d'abril de 1845) fou un advocat i polític liberal. Va ser diputat a les Corts de Cadis (1810-1813) i el 24 de novembre de 1812 fou elegit president del Congrés de Diputats (fins al 23 de desembre del mateix any). Durant el Trienni Liberal (1820-1823) va tornar a ser escollit diputat de les Corts. Va actuar-hi com un polític liberal i es mostrà com un industrialista i prohibicionista (proteccionista). Després, tanmateix, la seva carrera política es va limitar a ser diputat provincial a la diputació entre 1837 i 1840 per Arenys de Mar. De fet, Joan de Balle treballava com a apoderat general del duc de Medinaceli a Catalunya, és a dir, el gerent de les seves múltiples propietats, fet que el va obligar alguns cops a prendre decisions contràries al seu liberalisme.

## Obres
- Discurso pronunciado por un diputado en Cortes por la Provincia de Barcelona para apoyar el dictamen sobre prohibiciones de géneros y frutos extrangeros Barcelona 1820
- Informe que sobre la Memoria para la supresión del diezmo, leída a las Cortes por el Exmo. Sr. Secretario del despacho de Hacienda, D. Juan Álvarez y Mendizábal, dio el letrado Dr. D. Juan de Balle Barcelona 1842